# Anthem (jogo eletrônico)
Anthem é um jogo eletrônico de RPG de ação multijogador desenvolvido pela BioWare e publicado pela Electronic Arts. Foi lançado mundialmente em 22 de fevereiro de 2019 para Microsoft Windows, PlayStation 4 e Xbox One. Os jogadores assumem o papel de um Freelancer, um de um grupo de pessoas que deixam sua civilização para explorar uma paisagem circundante.

## Jogabilidade
Anthem combina elementos de jogo de tiro em terceira pessoa e RPG de ação em um "mundo aberto contíguo" compartilhado com até três outros jogadores, no qual eles assumem o papel de um Freelancer que usa exosuits totalmente personalizáveis chamados Javelins. Essas roupas podem ser personalizadas para ter várias armas únicas e habilidades sobre-humanas. Duas classes de Javelins foram mostradas durante a apresentação de Anthem na E3 2017 durante a conferência da Microsoft: o Ranger, que é um Javelin versátil e equilibrado, e o Colossus, que é um Javelin maior e mais blindado para preencher mais um papel de tanker. Outros Javelins incluem o Storm, que usa tecnologia poderosa para liberar a "fúria do hino" enquanto flutua sem esforço no ar, e o Interceptor, que é focado em combates de curta distância e pode entrar e sair rapidamente do combate. Os jogadores podem construir relacionamentos com vários personagens não jogáveis, mas eles não podem estabelecer relacionamentos românticos com eles, como era uma marca registrada de jogos anteriores da BioWare. O ponto de encontro central do jogo acontece em Fort Tarsis, o reduto central do Hino. Construído pelo homônimo geral Helena Tarsis, serve como um assentamento fortificado contra as ameaças do mundo exterior e é também o ponto onde o jogador vai receber novas missões e trabalhos freelance. É um caldeirão onde todas as diferentes facções do jogo se encontram, incluindo os Sentinelas, Corvus, Cyphers e Arcanistas.
O jogo apresenta elementos de multiplayer, single-player e cooperativo em um "mundo compartilhado" que pode ter até quatro membros do esquadrão por equipe. As equipes podem combater feras selvagens e saqueadores implacáveis enquanto exploram ruínas perdidas e experimentam ocorrências de terreno maciças e que alteram o mundo, como o "Shaper Storms".

## Desenvolvimento
O desenvolvimento do jogo começou em 2012, imediatamente após o lançamento de Mass Effect 3, sob a supervisão de Casey Hudson, o produtor executivo da trilogia Mass Effect original. Embora Hudson tenha saído da BioWare em 2014, o desenvolvimento de Anthem continuou até que ele retornou como o líder do projeto e o novo diretor de estúdio em 2017. Antes do anúncio do título final do jogo, o projeto recebeu o codinome "Dylan" internamente pela BioWare.
Drew Karpyshyn trabalhou na escrita do jogo antes de sair no início de 2018. A trilha sonora do jogo foi composta por Sarah Schachner.
Em março de 2020 a Bioware afirmou que estaria a focada num redesign do jogo depois das críticas que obteve no lançamento.

## Marketing e lançamento
A BioWare Edmonton provocou o jogo na E3 2014. Um teaser de Anthem foi apresentado durante a conferência de imprensa EA Play pré-E3 em 10 de junho de 2017. Uma gameplay foi demonstrada pela primeira vez durante a conferência de imprensa da E3 da Microsoft, no dia seguinte no Xbox One X.
Na E3 2017, quando o jogo foi anunciado, sua data de lançamento era em 2018, mas foi adiada até o início de 2019, em parte para abrir espaço na agenda de lançamentos da EA para um novo título da franquia Battlefield no final de 2018.  De acordo com Patrick Söderlund, vice-presidente da EA, a BioWare planeja apoiar o jogo com novos conteúdos e atualizações muito depois do lançamento oficial do jogo, e que seu lançamento será "o começo de uma jornada de 10 anos" para a BioWare. Uma demo do jogo está disponível para download a partir do dia 25 de janeiro de 2019 para clientes de pré-venda e 1º de fevereiro para o público.

## Recepção
Anthem recebeu críticas "mistas ou medianas" de acordo com o agregador de resenhas Metacritic, indicando uma média aritmética ponderada de 65/100 para a sua versão de Xbox One, 55/100 para a sua versão de PlayStation 4, e 60/100 para a sua versão de Windows (PC).
O revisor Kallie Plagge da GameSpot pontuou o jogo com uma nota 6 de 10, dizendo que "Anthem tem boas idéias, mas ele lida significativamente mal com a execução". James Duggan, da IGN, classificou Anthem com uma nota 6.5/10, dizendo que "Anthem tem um combate enérgico, mas economiza muito do precioso conteúdo que tem para o final do jogo, fazendo com que jogar através de sua história incompatível seja uma tarefa tediosamente repetitiva". Sam Loveridge da GamesRadar+, foi mais crítico ao jogo; Com uma pontuação de 2.5 estrelas (de um total de 5), Loveridge afirmou que "Anthem é severamente falho e muito inacabado. Há meio jogo bom alí, mas não o suficiente para diminuir o sentimento geral de vazio e repetição".
Mike Williams, da USgamer, chamou o jogo de uma "experiência frustrante", sentindo que, além de ser tedioso, o jogo não tinha propósito e "em última análise, não parece o melhor que a BioWare pode fazer". A PC Gamer deu a Anthem uma pontuação de 55/100, dizendo que "a história desarticulada de Anthem, pilhagem chata, missões repetitivas e final de jogo superficial são decepcionantes. Pelo menos é bonito". Chris Carter, da Destructoid, foi mais generoso em relação ao jogo, dando uma pontuação de 7/10. Ele chamou o jogo de uma "experiência divertida", apesar de possuir "algumas falhas difíceis de ignorar".
Apesar da recepção mista, Anthem recebeu elogios por seu combate e mecânica de voo. A GameSpot descreveu o voo como "libertador, sereno e estimulante ao mesmo tempo", apesar de estar desapontado que o jogador será "frequentemente forçado a aterrissar ou a permanecer no solo". A USgamer também gostou da experiência de voar, afirmando que "voar através de cavernas enormes, através de monumentos de civilizações antigas, ou simplesmente através das árvores de uma floresta é inspirador". Ao mencionar o combate, a IGN disse que "o combate de Anthem é inicialmente forte, envolvente e único, graças em parte aos controles de vôo responsivos que se sentem bem tanto no controle quanto no mouse e teclado".

### Vendas
Apesar de atingir o topo do gráfico de vendas de jogos em caixa do Reino Unido durante sua primeira semana de lançamento, Anthem vendeu metade das cópias do jogo anterior da BioWare, Mass Effect: Andromeda.